# Non ci sarà licenza oggi
Non ci sarà licenza oggi (Segodnja uvolnenija ne budet) è un mediometraggio del 1959 diretto da Aleksandr Gordon e da Andrej Tarkovskij. Racconta l'impegno di un gruppo di soldati sovietici alle prese con residuati bellici nazisti, nell'immediato dopoguerra. Il film viene trasmesso nella notte nel 15 novembre 2010 su Rai 3 all'interno di Fuori orario. Cose (mai) viste.